# Akufen

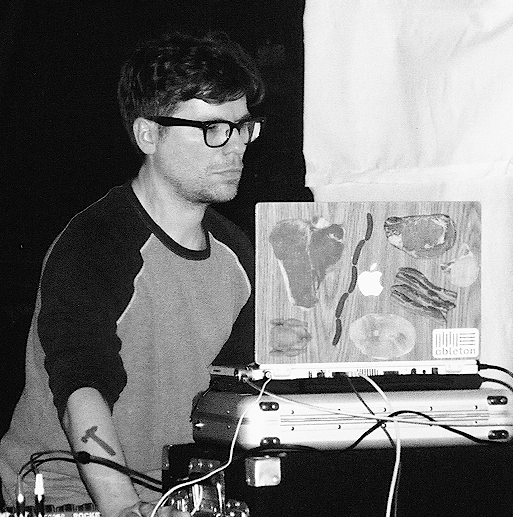
Akufen bei einem Auftritt um 2004

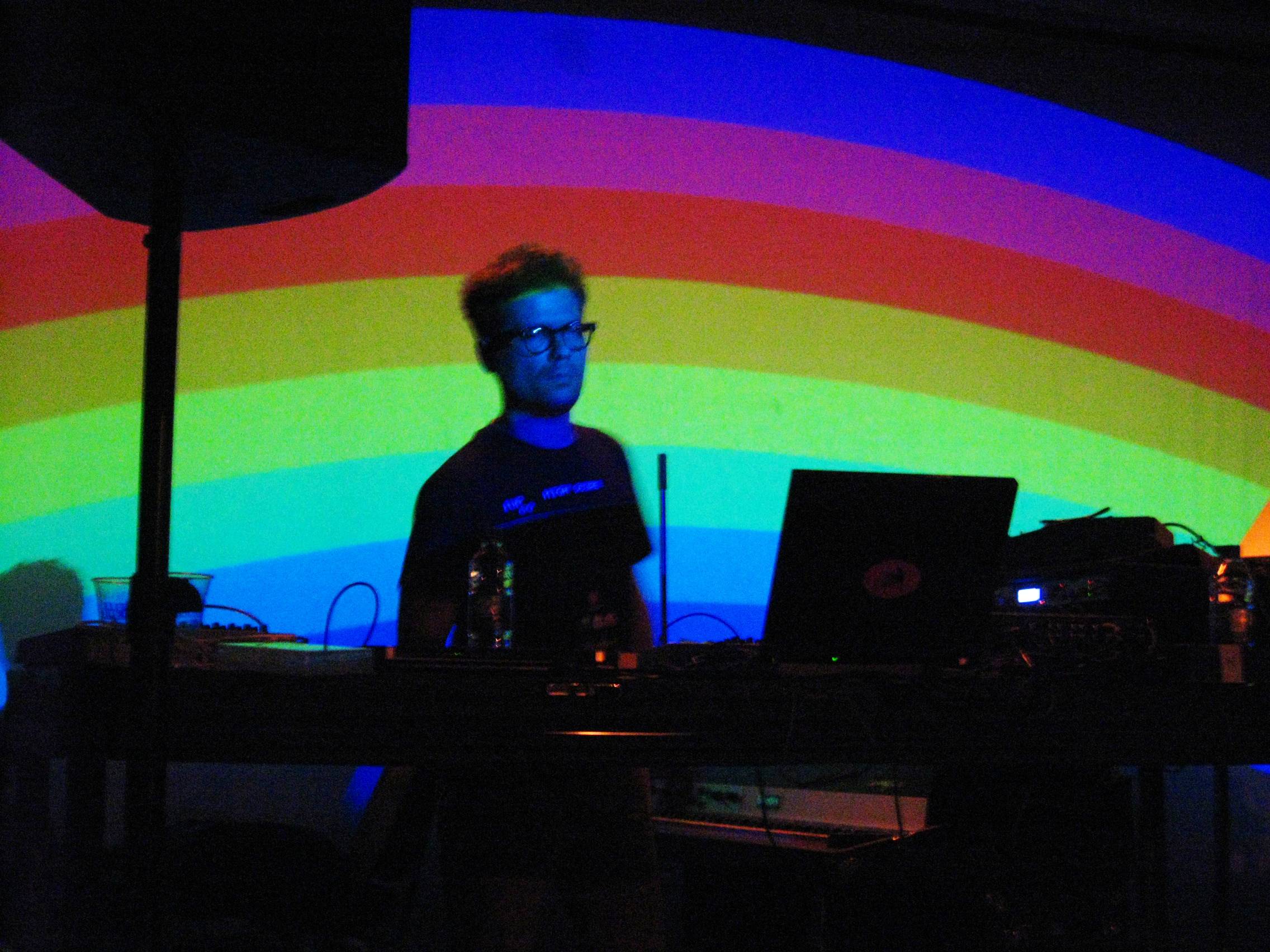
Akufen bei einem Clubauftritt 2009

Akufen ist der Künstlername des kanadischen Techno-Produzenten und DJ Marc Leclair, der als wichtiger Vertreter des Cut-up-Techno gilt. Der Name Akufen leitet sich von acouphène ab, dem französischen Wort für Tinnitus. Außerdem hat Leclair noch unter den Pseudonymen Nefuka, Horror Inc., Anna Kaufen und David Scott veröffentlicht.

## Musik
In seiner Jugend war Akufen Gitarrist und Pianist in einem Fusion-Trio. Im Alter von 16 Jahren verkaufte er die Gitarre, um sich einen Sequenzer und einen Synthesizer leisten zu können. Seinen Lebensunterhalt verdiente er sich als Metzger und Cartoonist. Später gab er eine Karriere als Maler und Illustrator auf, um sich ganz der Musik zu widmen. Beeinflusst ist er sowohl von Komponisten der Neuen Musik wie Philip Glass und Steve Reich als auch von frühen Vertretern der elektronischen Tanzmusik wie Kraftwerk sowie vom Jazz. Akufen hat unter verschiedenen szenebedeutsamen Labels wie Perlon, Force Inc. Music Works und Hautec veröffentlicht und betrachtet die Streuung auf mehrere Labels als integralen Bestandteil seiner Musik.
Die Grundlage für Akufens Musik bilden Samples, die er meist aus dem Radio aufnimmt. Dabei handelt es sich um Fragmente aus bereits bestehenden Stücken ebenso wie um Jingles, Sprachfetzen und Geräusche. Die Samples werden zu Klangcollagen gemischt, wobei er oft eine Roland TR-808 oder 909 für den Rhythmus verwendet. Teilweise wechseln die Soundfetzen sich so schnell ab, dass sie nicht mehr identifizierbar sind. Diese Produktionsweise bezeichnet er selbst als Microsampling. Sein bisher bekanntestes Album ist My Way, das er in einer abgelegenen Waldhütte in Québec einspielte und das durchgehend positive Kritiken erntete.
Akufen sieht sich selbst als Vertreter der experimentellen Musik und lehnt es ab, sich ausschließlich an Clubgänger zu richten. Einen Anspruch auf leichte Konsumierbarkeit erhebt er nicht. Als wichtigen außermusikalischen Einfluss auf die Stimmung seiner Musik nennt er Surrealismus und Dadaismus sowie Horrorfilme, die er unter anderem in seinem Projekt Horrorama auch direkt musikalisch verarbeitete. Ein großes Publikum erreichte er erstmals um die Jahrtausendwende. In dieser Zeit wurde zeitgleich mit ihm auch die kanadische House- und Technoszene populär, insbesondere die seiner Heimatstadt Montreal. Akufen galt als einer ihrer wichtigsten Vertreter. Sein Werk wurde als schwer kategorisierbar und stilprägend für den Minimal Techno bezeichnet und öfter mit dem von Matthew Herbert verglichen. Seine Musik wird teilweise auch der Richtung Clicks & Cuts zugeordnet.

## Diskografie (Auswahl)
- My Way (2002)
- Fabric 17 (2004)
- Blu TribunL (2004)
- Musique pour 3 Femmes Enceintes (2006, als Marc Leclair)